# Eudipleurina ambrensis
Eudipleurina ambrensis là một loài bướm đêm trong họ Crambidae.